# Alhassane Baldé
Pour les articles homonymes, voir Baldé.
Alhassane Baldé, né le 21 décembre 1985 à Conakry (Guinée), est un athlète handisport allemand, disputant des courses en fauteuil roulant.

## Enfance et jeunesse
Alhassane Baldé est paralysé de la huitième vertèbre thoracique depuis sa naissance en raison d'une erreur médicale. Lorsque son frère jumeau est né, les médecins n'ont pas réalisé qu'il y avait un deuxième bébé dans le ventre de sa mère. À seulement neuf mois, il est venu en Allemagne pour suivre un traitement médical. Dès cinq ans, il a été adopté par son oncle, qui vivait en Allemagne, et sa femme, qu'il avait rencontrée alors qu'il étudiait l'administration des affaires à Münster. Son oncle a quitté la Guinée en 1978, à l'âge de 23 ans. Quand Alhassane Baldé avait six ans , la famille a assisté à un salon de rééducation médicale, où Baldé a vu pour la première fois un mini fauteuil roulant de course et a été ravi. Le développeur Errol Marklein lui a offert cette pièce unique pour son sixième anniversaire et est devenu son premier entraîneur.
Baldé a étudié la gestion duale du marché du travail à l'Université de l'Agence fédérale pour l'emploi et travaille à l'Agence fédérale à Bonn.

## Carrière sportive
Depuis l'âge de douze ans, Alhassane Baldé participe à des compétitions internationales de courses en fauteuil roulant. En 2000, il s'est rendu au camp de jeunes paralympiques de Sydney. En 2004, il a participé aux Jeux paralympiques d'été d'Athènes et a atteint les demi-finales du 800 et du 1 500 mètres. En 2015, il a amélioré les records allemands sur 1 500 et 5 000 mètres, qui duraient depuis 15 ans.
Aux Jeux de Pékin en 2008, il a été éliminé dans les séries éliminatoires et il ne parvient pas à se qualifier pour les jeux de Londres en 2012. En 2016, il dispute les Jeux paralympiques de Rio de Janeiro dans les courses de 800, 1 500 et 5 000 mètres et ainsi qu'au marathon dans la classe T54.
Aux Championnats du monde d'athlétisme handisport 2017 à Londres, il remporte la médaille de bronze sur 1 500 et 5 000 mètres dans la classe T54.
En septembre, il prend sa retraite sportive après une performance décevante aux Jeux paralympiques de Tokyo.

## Honneurs
En 2006, Baldé a été nommé athlète handisport junior de l'anné. La ville d'Ahaus le nomme athlète de la décennie en 2010. En 2012, il a été nommé « Ambassadeur pour l'inclusion par le sport » par le DOSB. En 2014, il a été nommé « Sportif de l’année » à Bonn.